# Van Rysel
Van Rysel Cycling, noto semplicemente come Van Rysel, è un marchio francese produttore di biciclette e di attrezzatura per il ciclismo, fondato nel 2019 e facente parte del gruppo Decathlon.

## Storia
Il nome Van Rysel (in lingua fiamminga Da Lille) è un omaggio alla città di Lilla, nella quale ha sede il B'TWIN Village, luogo di produzione e assemblaggio delle biciclette del marchio.
Decathlon, già sponsor di team ciclistici professionisti come il Team Cofidis e l'AG2R Prévoyance con il brand B'twin, con la nascita di Van Rysel ha voluto puntare sullo sviluppo di biciclette ad alte prestazioni (al contrario del settore Triban, che mira invece alla produzione di biciclette più economiche e confortevoli, volte all’utilizzo cicloturistico), incrementando inoltre la vendita di caschi e abbigliamento da ciclismo.
Partner principale del team Continental Van Rysel-Roubaix, a partire dalla stagione 2024 Van Rysel è sponsor, oltreché fornitore di biciclette, del team World Tour Decathlon AG2R La Mondiale Team.

## Prodotti

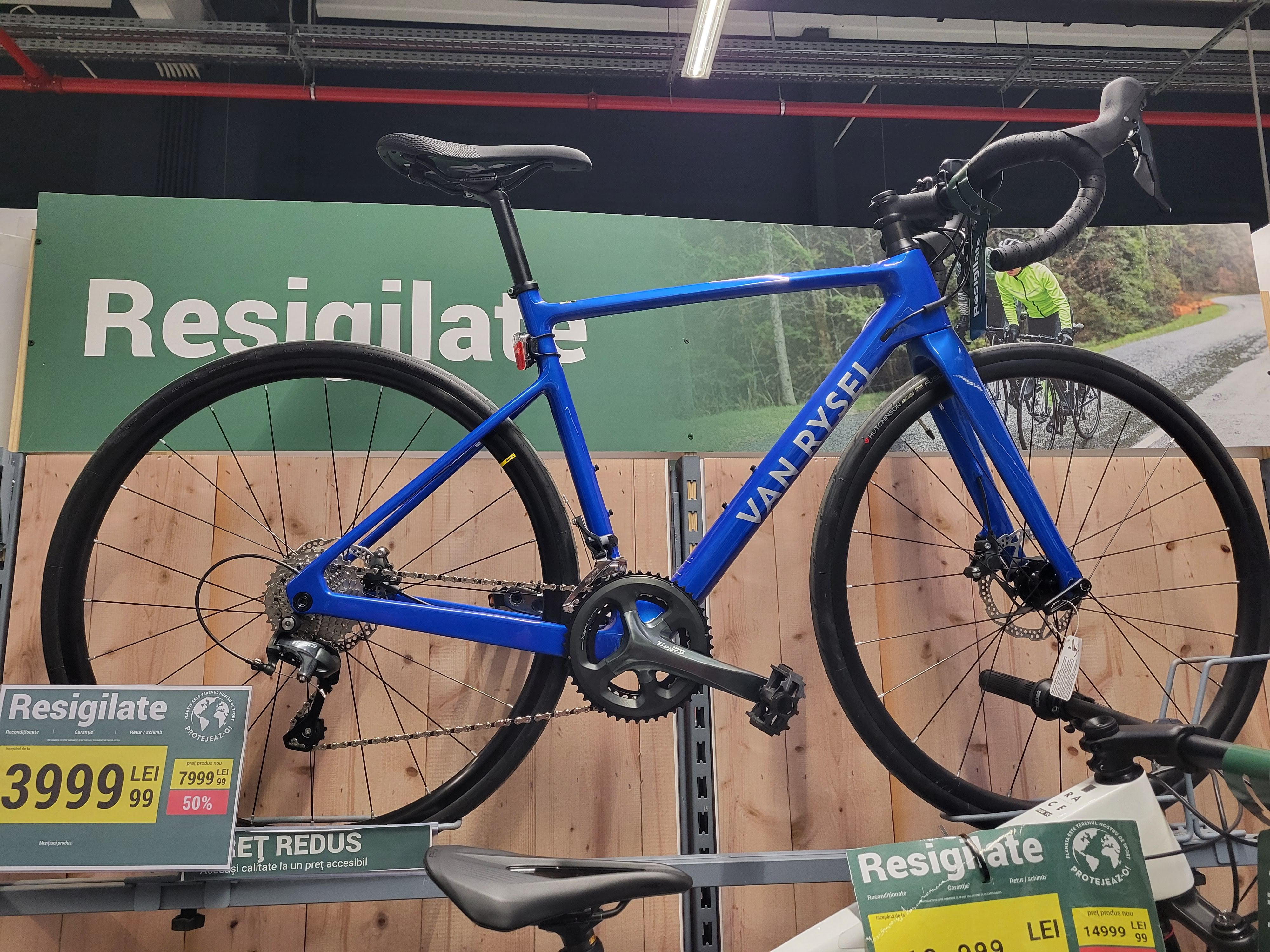
Modello di Van Rysel NCR in esposizione

Van Rysel presenta come modello top di gamma la Van Rysel RCR, impiegata nell’UCI World Tour e nel circuito Continental rispettivamente dai team Decathlon AG2R La Mondiale Team e Van Rysel-Roubaix.
Altri prodotti nell’ambito racing sono la Van Rysel NCR, pensata come mezzo entry level, e la Van Rysel FCR, di struttura più aerodinamica e adatta a percorsi pianeggianti o con leggero dislivello.
La casa presenta anche un modello da ciclocross, la Van Rysel RCX, utilizzata nel corso della stagione invernale  2022-2023 dal team Van Rysel.
Assai sviluppato è inoltre il settore scarpe, caschi e abbigliamento tecnico.